# Tomosvaryella baderiensis
Tomosvaryella baderiensis är en tvåvingeart som beskrevs av Kapoor, Grewal och Sharma 1987. Tomosvaryella baderiensis ingår i släktet Tomosvaryella och familjen ögonflugor. Inga underarter finns listade i Catalogue of Life.